# The Howling Hex XI
The Howling Hex XI es el octavo álbum de estudio de The Howling Hex. Fue lanzado el 20 de agosto de 2007 en formato CD y LP por Drag City.

## Lista de canciones
1. "Keychains" (Neil Michael Hagerty) – 2:36
2. "Fifth Dimensional Johnny B. Goode" (Mike Signs) – 3:11
3. "Martyr Lectures Comedian" (Hagerty) – 2:20
4. "Live Wire" (Andy MacLeod) – 2:18
5. "Dr. Slaughter" (Phil Jenks, Signs) – 2:43
6. "Let Fridays Decide" (Jenks) – 1:45
7. "Lines in the Sky" (Signs) – 3:36
8. "Save/Spend" (Lee) – 2:43
9. "Ambulance Across the Street" (Hagerty) – 2:23
10. "Everybody's Doing It" (Signs) – 2:42
11. "The 88" (Hagerty) – 4:16
12. "Theme" (Howling Hex) – 2:24